# Marcia Haydée
 (juin 2025).
Marcia Haydée, de son vrai nom Marcia Haydée Salaverry Pereira de Silva, est une danseuse et directrice de ballet brésilienne née à Niterói le 18 avril 1937.

## Biographie
Après des études auprès de plusieurs maîtres, Marcia Haydée rejoint le Royal Ballet School de Londres et entre au Grand Ballet du Marquis de Cuevas en 1957. Elle entre ensuite au Ballet de Stuttgart en 1961, où elle est nommée prima ballerina l'année suivante. Elle en assurera la direction de 1976 à 1996.

## Filmographie partielle
- 2009 : El baile de la Victoria de Fernando Trueba : professeur de danse